# Cyphochilus tricolor
Cyphochilus tricolor är en skalbaggsart som beskrevs av Waterhouse 1867. Cyphochilus tricolor ingår i släktet Cyphochilus och familjen Melolonthidae. Inga underarter finns listade i Catalogue of Life.